# Houston Street
Houston Street (pronunciato /ˈhaʊstən/ ) è una delle principali arterie (andamento est-ovest) di Lower Manhattan, New York. Corre per 3,2 km attraverso tutto il borough di Manhattan, da Pier 40 sul fiume Hudson, per il Port Authority Truck Terminal su Greenwich Street, sull'East River, e funge da confine tra i quartieri di Greenwich Village e SoHo sul West Side, e tra East Village e Lower East Side sull'East Side. È divisa in sezione est e ovest da Broadway. La griglia numerica caratteristica di New York (che appartiene al Commissioners' Plan of 1811), inizia subito a nord di Houston Street con l'intersezione 1st Street ed Avenue A, benché tale griglia non entri a regime pieno fino alla 13th Street.
Dal nome della strada derivano i nomi dei quartieri di NoHo e SoHo, che sono rispettivamente acronimi di North of Houston Street e South of Houston Street ("a nord" e "a sud di Houston Street").

## Configurazione
Houston Street inizia allo svincolo della Franklin D. Roosevelt East River Drive, in East River Park. Nel primo tratto è una strada ad elevato scorrimento a carreggiate separate, ed incrocia Columbia Street ed East 2nd Street.
Dopo l'intersezione con Bowery, diventa una normale strada urbana a due sensi, e prosegue ad ovest verso Lafayette Street e Broadway che incrociano poco più avanti. Oltrepassata Broadway, Houston Street è conosciuta come West Houston Street, ed alla confluenza della Sixth Avenue è stata oggetto di un intervento d'intenso rinnovamento. West Houston Street termina all'intersezione tra West Street e North River Pier 40.

## Storia

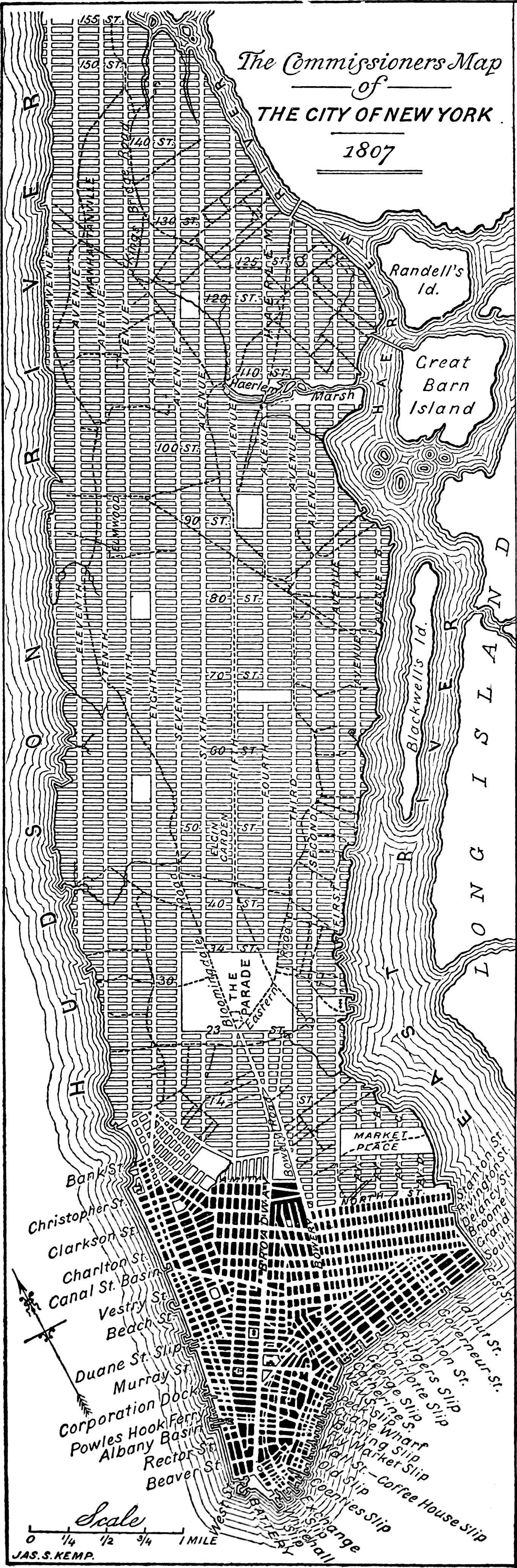
The Commissioners' Plan of 1811 provisional map

La via prende il nome da William Houstoun, che fu un delegato al Congresso Continentale della Georgia dal 1784 al 1786 ed alla Convenzione di Filadelfia nel 1787. 
La strada fu battezzata da Nicholas Bayard III, la cui figlia aveva sposato Houstoun nel 1788. 
La coppia s'incontrò mentre Houstoun, discendente da un'antica ed aristocratica famiglia scozzese, esercitava il suo mandato presso il Congresso.

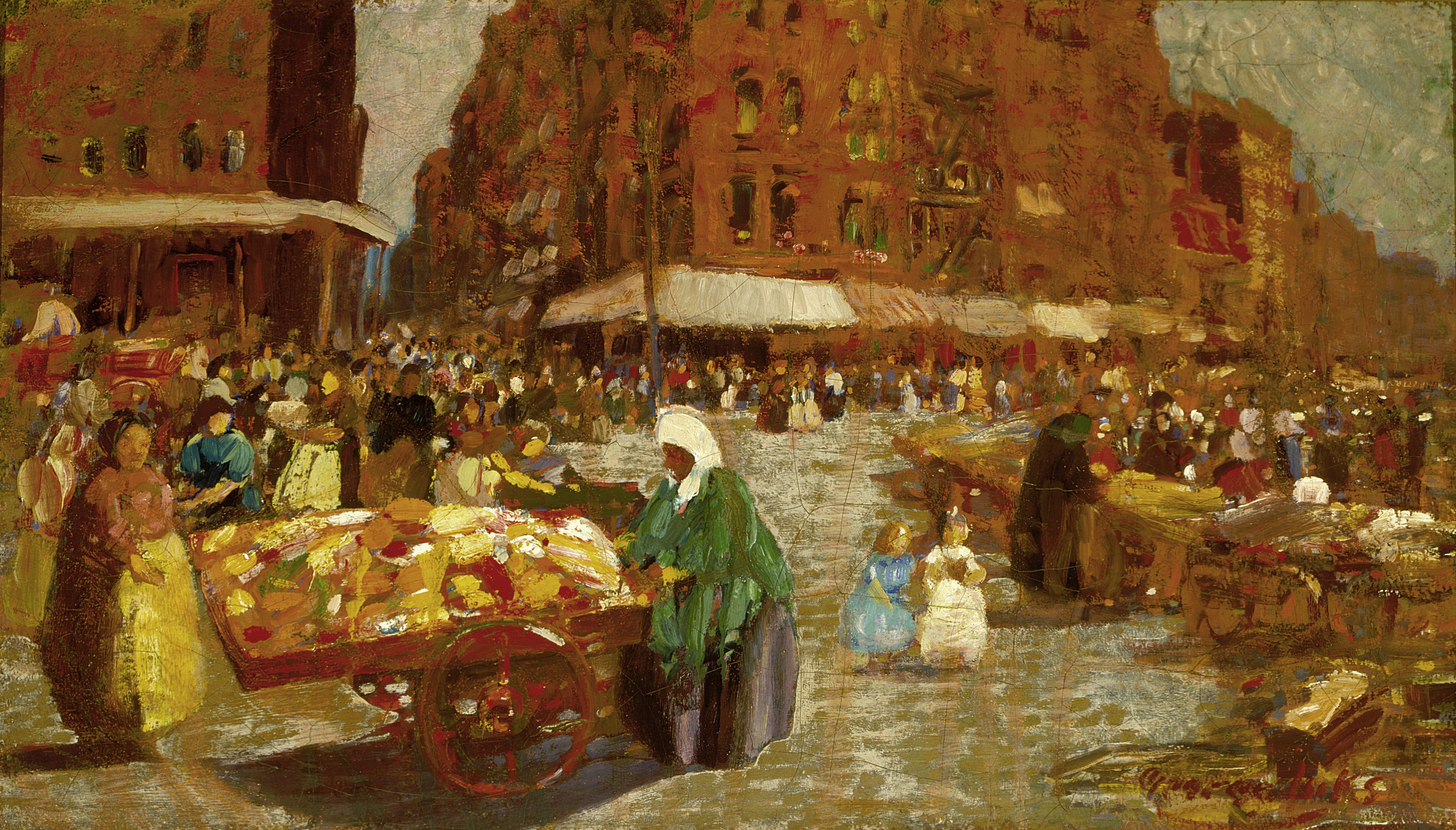
Houston Street (1917), George Luks. Olio su tela, Saint Louis Art Museum.

Bayard tracciò la strada attraverso un tratto di sua proprietà nei pressi di Canal Street, dove abitava, e successivamente la città la estese fino a comprendere North Street, che al principio del XIX secolo rappresentava il confine settentrionale del lato est di New York.
L'attuale ortografia della strada è una storpiatura: appare come  Houstoun  (grafia esatta) nelle bozze per il Common Council della città del 1808 e nella mappa ufficiale tracciata nel 1811 per istituire quella griglia — cui abbiamo già accennato — che regola l'urbanistica di Manhattan. 
A quell'epoca, quello che diverrà il celebre eroe del Texas, ovvero Sam Houston (nato nel 1793), cui erroneamente si crede di ricondurre la via di cui parliamo, era uno sconosciuto adolescente del Tennessee. Un'altra specie di leggenda metropolitana vorrebbe farne risalire l'etimologia a parole olandesi: huis per casa e tuin per giardino.
Nel 1891, Nikola Tesla aveva costituito in Houston Street il proprio laboratorio. Un incendio divampato in quella via distrusse buona parte della ricerca di Tesla.

## Pronuncia

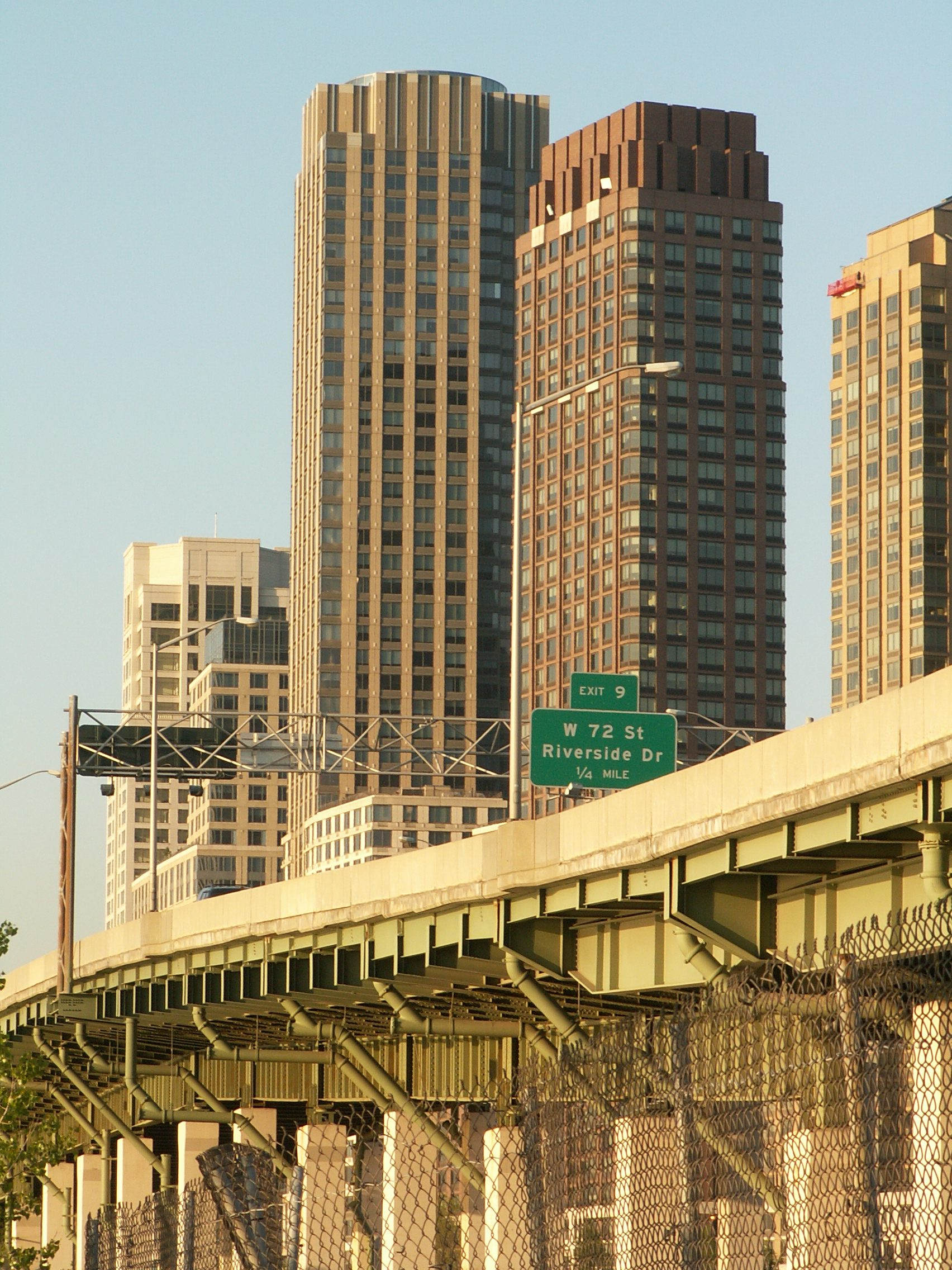
West Side Highway and Riverside South

Il nome della strada Houston confonde molti forestieri (ed immancabilmente diventa uno dei modi più facili per individuare i turisti) perché le lettere "ou" vanno pronunciate, per dirla nel modo più semplice, au, mentre, notoriamente, nel nome di città (omografo) Houston (Texas) si leggono iu. Il fatto è (come già detto) che la strada commemora William Houstoun (di cui abbiamo già sottolineato la diversa grafia) laddove la città texana, naturalmente, ricorda il generale Sam Houston (sfortunatamente scritto come Houston Street..) che ebbe un importante ruolo nella storia di quello Stato USA.

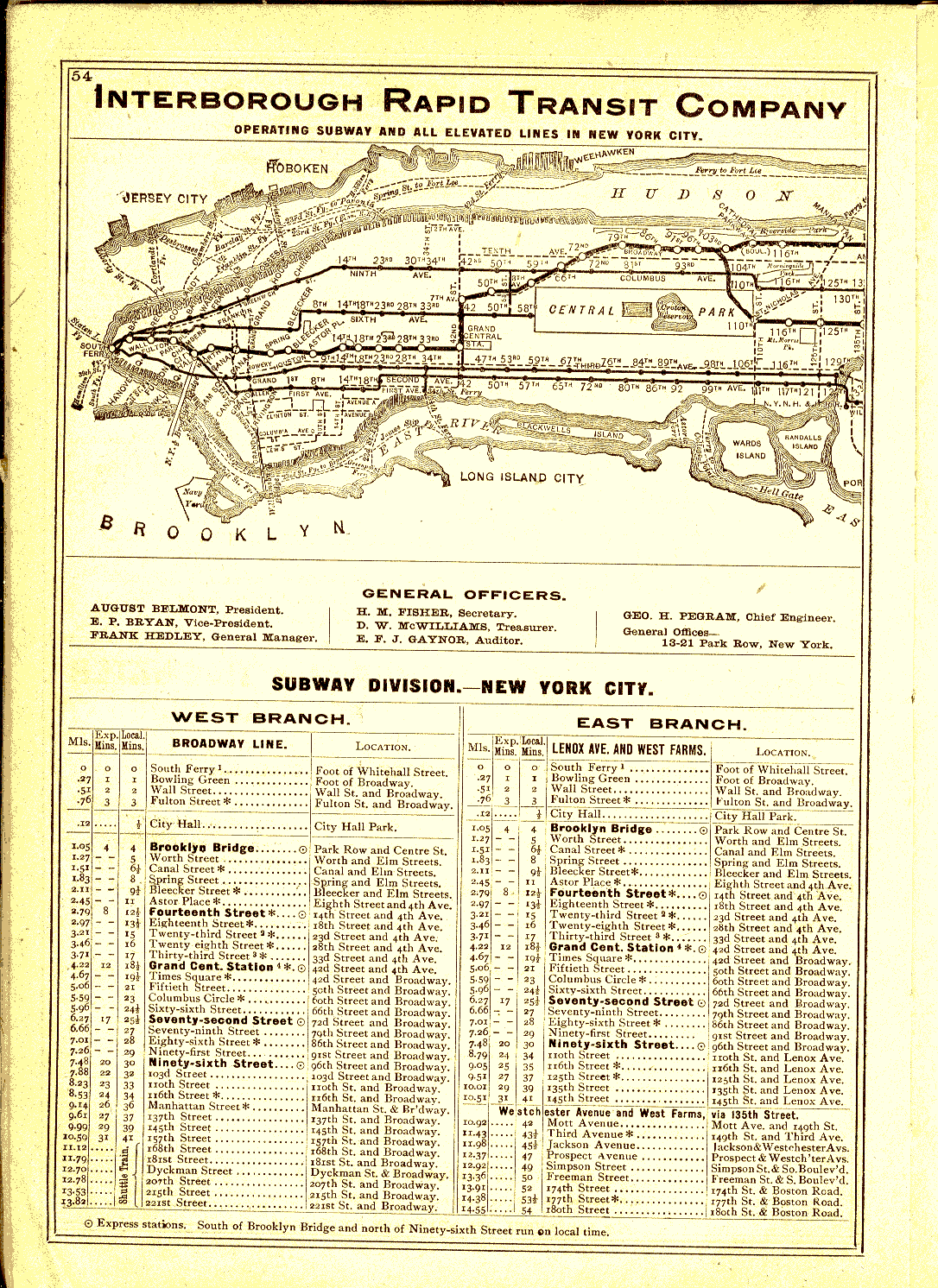
Una mappa della subway disegnata nel 1906

## Collegamenti pubblici
- Autobus: linea M21 da Avenue C a Washington Street — linea M5 (solo mezzi in direzione sud) da Broadway a Sixth Avenue.
- Metropolitana: Second Avenue (linea IND Sixth Avenue, treni F), Bleecker Street/Broadway-Lafayette Street (linee IRT Lexington Avenue e IND Sixth Avenue, treni 6, B, D, F e M), e Houston Street (linea IRT Broadway-Seventh Avenue, treni 1).
- Highway: l'uscita della FDR (Franklin D. Roosevelt East River Drive) è la numero 5.